# Добровольский, Михаил Михайлович
Михаил Михайлович Добровольский (27 сентября 1860 — 13 октября 1914) — генерал-лейтенант, участник Русско-японской войны.

## Биография
В 1877 году по окончании 1-й Санкт-Петербургской военной гимназии вступил на службу. 8 августа 1879 года выпущен из 2-го военного Константиновского училища прапорщиком в лейб-гвардии 4-й стрелковый батальон Императорской фамилии. С 1882 по 1885 год обучался в Николаевской академии Генерального штаба. В 1884 году повышен в звании до подпоручика, спустя год — до штабс-капитана.
По окончании академии назначен старшим адъютантом штаба 28-й пехотной дивизии в звании капитана Генерального штаба. С 1887 по 1892 год проходил службу в штабе Приамурского военного округа сначала на должности обер-офицера (до 1890 года), а затем старшего адъютанта. 26 февраля 1892 года назначен начальником строевого отделения штаба Свеаборгской крепости. За отличие по службе в 1894 году повышен в звании до полковника, и вплоть до 1898 года проходил на должности штаб-офицера для поручений при штабе Финляндского военного округа и заведующим передвижением войск по железной дороге и водным путям Финляндского района. С 1898 по 1901 год — делопроизводитель отделения Главного штаба по передвижению войск и военных грузов, затем начальником отделения Управления военных сообщений.
В 1901 году назначен командиром 183-го пехотного резервного Пултусского полка. За отличие по службе повышен в звании до генерал-майора и назначен командиром 2-й бригады 55-й пехотной дивизии.
Участвует в Русско-японской войне в составе тыла Маньчжурской армии. В 1906 году очередное воинское звание — генерал-лейтенант. В этом же году назначен начальником штаба 20-го армейского корпуса.
С 1910 по 1911 год — начальник 3-й Сибирской стрелковой дивизии.
С 13 октября 1911 года по 26 августа 1914 года — начальник 34-й пехотной дивизии.
26 августа 1914 года уволен в отставку с мундиром и пенсией. Умер в Петрограде 13 октября 1914 года.

## Награды
- Орден Святого Станислава 3 степени (1887), 2 степени (1896), 1 степени (1908)
- Орден Святой Анны 3 степени (1890), 2 степени (1899)
- Орден Святого Владимира 4 степени (1904), 3 степени (1905)
- Золотое оружие с надписью «За храбрость» (1906)